# Aéroport International Amiens - Henry Potez
L'aéroport International Amiens-Henry Potez (code IATA : BYF • code OACI : LFAQ), anciennement nommé aéroport d'Albert-Picardie, se situe en Picardie sur la commune de Méaulte, voisine de la commune d'Albert, à une trentaine de kilomètres d'Amiens (Département de la Somme), à quelques centaines de mètres de l'usine Airbus Atlantic (ex Stelia Aerospace, ex Aérolia, appartenant au consortium aéronautique Airbus) de Méaulte.

## Description
L'aéroport International Amiens-Henry Potez, appellation commerciale de l'aérodrome d'Albert-Bray, est situé sur la commune de Méaulte (Somme). Construit sur 178 ha, il possède une piste en dur de 2 200 mètres de long sur 45 mètres de large et une piste en herbe de 1 000 mètres de long sur 80 mètres de large.
L'aéroport International Amiens-Henry Potez accueille notamment l'avion cargo de la société Airbus, le Beluga. Cet aéronef est exploité par la compagnie ATI (Airbus Transport International), compagnie appartenant au groupe Airbus. Les opérations de chargement/déchargement se font au sein d'un bâtiment spécialement créé pour cette occasion. Ces opérations sont donc réalisées à l'abri ce qui constitua une première lors de l'inauguration de cet ensemble car auparavant celles-ci étaient réalisées, sur les autres plates-formes d'Airbus, en extérieur au moyen de cargo-loader plus sensibles aux conditions extérieures. Le modèle développé à Méaulte a ensuite été exporté sur les autres plates-formes Airbus.
L'aérodrome est ouvert à la Circulation Aérienne Publique. À ce titre, il est équipé uniquement de deux procédures d'approche de type GNSS (une à chaque QFU) et d’une approche NDB au QFU 27. Les activités fret et passagers sont séparées. L'aérogare passagers est dotée de tous les équipements nécessaires en matière de sûreté, d'un service aéroportuaire (SSLIA niveau 5, avitaillement carburant Air BP, assistance, dégivrage, etc.).
Parallèlement, deux zones d'activités économiques ont été créées. L'une, implantée dans l'enceinte de l'aéroport, permet un accès direct au tarmac ; cette zone est gérée par le gestionnaire de l'aérodrome et accueille, notamment, une société de maintenance aéronautique (Bétrancourt Aérospace), un aéroclub (Aéroclub d'Albert) et une association dont la vocation est de maintenir en état de vol des avions anciens (Amicale des Avions Anciens d'Albert). Une seconde zone, située plus au nord, accueille des activités complémentaires ; elle est gérée par la Communauté de communes du Pays du Coquelicot.

## Situation
| Abbeville Albert - Bray Amiens - Glisy Arras - Roclincourt Beauvais - Tillé Berck-sur-Mer Calais - Dunkerque Cambrai - Niergnies Château-Thierry - Belleau Compiègne - Margny Dunkerque - · Les Moëres Laon - Chambry Lens - Bénifontaine Lille - Lesquin Lille - Marcq-en-Barœul Maubeuge - Élesmes Merville - Calonne Montdidier Péronne - Saint-Quentin Le Plessis-Belleville Saint-Inglevert - · Les deux Caps Saint-Omer - Wizernes Saint-Quentin - Roupy Soissons - Courmelles Le Touquet- · Élisabeth II Valenciennes - Denain |

## Activité
Propriété d'un syndicat mixte constituée du Conseil départemental de la Somme (93 %) et de la Communauté de communes du Pays du Coquelicot (7 %), l'aéroport d'Albert-Picardie a vu le jour le 7 juin 2007, après plus de cinq années d'études, de procédures administratives et à peine plus d'un an de travaux. Sa gestion a été confiée dans un premier temps à la Société d'Exploitation de l'Aéroport d'Albert Picardie (SEAAP), créée par partenariat entre Keolis Airport et le Groupe K.
Depuis le 30 mai 2014, l'aéroport est géré par un EPIC (établissement public à caractère industriel et commercial), la RAAP (Régie de l'Aéroport d'Albert-Picardie) créé à cette attention par ledit syndicat mixte.
Si la vocation commerciale première de l'aéroport est l'accueil de l'avion cargo Béluga d'Airbus, la plate-forme développe une activité d'aviation d'affaires et de charters spécialisés (déplacements d'équipes de club de foot comme le Amiens Sporting Club, évacuation sanitaire, etc.). 
Depuis le printemps 2015, le développement de l'aéroport passe également par la mise en place d'une offre de service à l'attention des entreprises, comités d'entreprises et associations avec la création de vols sur-mesure, et par une offre de service destinés aux pilotes et compagnies (training). Un axe de voltige est à l'étude permettant d'apporter une nouvelle dimension à cet équipement du côté de l'aviation sportive ; c'est dans ce cadre que l'équipe américaine de voltige est venue préparer les championnats du monde de la discipline (WAC) en 2015.
Concernant les rotations du Beluga vers les aérodromes français de St Nazaire-Montoir et Toulouse-Blagnac ou allemand de Hambourg, celles-ci s'opèrent au rythme de trois rotations hebdomadaires. Les « pointes avant » de l'ensemble de la gamme Airbus, réalisées au sein de l'usine Airbus Atlantic (anciennement Stelia Aerospace) de Méaulte, transitent, en effet, au moyen de cet aéronef, ou par convois exceptionnels routiers.
Le nouvel avion Beluga XL a atterri pour la première fois à Albert-Picardie le 24 novembre 2020.

## Historique
- Mai 2007 : Certification de la piste par la DGAC pour accueillir les avions-cargo de Airbus Transport International (ATI).
- 7 juin 2007 : Premier Béluga (Airbus A300-600ST)
- 25 juin 2007 : Passage aérien de l'A380 (sans atterrissage)[3]
- 30 juin 2007 : Inauguration officielle[4]
- 7 juin 2008 : Meeting aérien auquel participèrent la Patrouille de France, la patrouille Cartouche Doré et de nombreux appareils de l'Amicale Jean-Baptiste Salis.
- 3 septembre 2008 : Autorisation d'ouverture au trafic international[5].
- 9 mai 2012 : La compagnie Danish Air Transport permet de relier l'Aéroport d'Albert-Picardie à la ville de Blackpool en ATR 42-200.
- 7 janvier 2013 : La compagnie BinAir permet de relier quotidiennement l'Aéroport d'Albert-Picardie à la ville de Toulouse en Métro III de 19 places tous les jours de la semaine.
- 8 juillet 2013 : La compagnie JOTA dessert l'Angleterre.
- 13 novembre 2013 : La compagnie polonaise IGavion lance une liaison vers Toulouse. Elle proposera aussi à l'hiver 2013/2014, des vols en périodes de vacances scolaires vers Nice (Côte d'Azur) et Dôle (Jura). IGavion filiale de SkyTaxi (Pologne) utilisait un Saab 340 de 33 places.
- 27 mars 2014 : Dernier vol commercial pour Toulouse[6].
- Saison été 2019: Vols charters pour Olbia (Sardaigne) en Boeing 737 de la compagnie polonaise Enter Air.
- Janvier 2020 : Vol touristique organisé par une agence de voyages Selectour de la région pour la Laponie en  Boeing 737 de la compagnie Transavia.
- Saison été 2020: Des vols charters pour la Laponie, la Sicile et le Monténégro sont prévus.
- 24 novembre 2020: Atterrissage du premier Beluga XL accueilli par les pompiers du SSLIA (Service de Sauvetage et de Lutte contre les Incendies d'Aéronefs) de l'aéroport par un water salute.
- Saison été 2021: Vols touristiques vers le Monténégro en  Boeing 737 de la compagnie polonaise Enter Air.
- 19 janvier 2022 : Remise en usage de l'équipement I.L.S (Instrument Landing System) arrêté en 2016.
- 16 mars 2022 : la compagnie Air France baptise un de ses airbus A320 Albert-Méaulte[7].
- 08 Mai 2022 : Premier départ des vols vacances proposés par une agence de voyages de la région, pour la saison d'été vers la Corse (Ajaccio) en Airbus 320 d'Air Corsica.
- 10 mars 2023 : L'aéroport d'Albert-Picardie change de nom et devient Aéroport International Amiens - Henry Potez[8], appellation qui a été choisie pour une meilleure lisibilité géographique, Amiens étant une métropole connue dans la France entière.

## Trafic-Mouvements-Fret
Pour des raisons techniques, il est temporairement impossible d'afficher le graphique qui aurait dû être présenté ici.

Voir la requête brute et les sources sur Wikidata.
| Année | Passagers | Évolution-Trafic | Mouvements | Évolution-Mouvements | Fret/Tonnes | Évolution-Fret |
| ----- | --------- | ---------------- | ---------- | -------------------- | ----------- | -------------- |
| 2008  | 3 051     | -                | 4 256      | -                    | 3 969       | -              |
| 2009  | 3 255     | 6.7%             | 7 056      | 65.8%                | 4 557       | 14.7%          |
| 2010  | 2 535     | 22.1%            | 9 327      | 32%                  | 4 357       | 4.3%           |
| 2011  | 1 126     | 55.5%            | 12 234     | 32.3%                | 5 053       | 16%            |
| 2012  | 192       | 83%              | 9 415      | 23%                  | 5 008       | 0.9%           |
| 2013  | 2 587     | ▲ +1 247,4 %     | 8 201      | ▼ −12,89 %           | 4 817       | ▼ −3,81 %      |
| 2014  | 1 452     | ▼ −43,87 %       | 7 172      | ▼ −12,55 %           | 3 836       | ▼ −20,37 %     |
| 2015  | 758       | ▼ −47,8 %        | 8 304      | ▲ +15,78 %           | 2 969       | ▼ −22,6 %      |
| 2016  | 355       | ▼ −53,17 %       | 9 306      | ▲ +12,07 %           | 2 514       | ▼ −15,33 %     |
| 2017  | -         | 100 %            | 8 897      | ▼ −4,4 %             | 2 388       | ▼ −5,01 %      |
| 2018  | 2 470     | en augmentation  | 8 545      | en diminution        | 2 121       | en diminution  |
| 2019  | 3 917     | ▲ +58,58 %       | 9 330      | ▲ +9,19 %            | 1 752       | ▼ −17,4 %      |
| 2020  | 1 412     | ▼ −63,95 %       | 5 634      | ▼ −39,61 %           | 1 003       | ▼ −42,75 %     |
| 2021  | 2 669     | ▲ +89,02 %       | 6 305      | ▲ +11,91 %           | 961         | ▼ −4,19 %      |
| 2022  | 3 615     | ▲ +35,44 %       | 10 085     | ▲ +59,95 %           | 1 256       | ▲ +30,7 %      |
| 2023  | 2 561     | ▼ −29,16 %       | 10 608     | ▲ +5,19 %            | 1 116       | ▼ −11,15 %     |
| 2024  | 2 106     | ▼ −17,77 %       | 12 137     | ▲ +14,41 %           | 1 285       | ▲ +15,14 %     |